# Ludvíkov

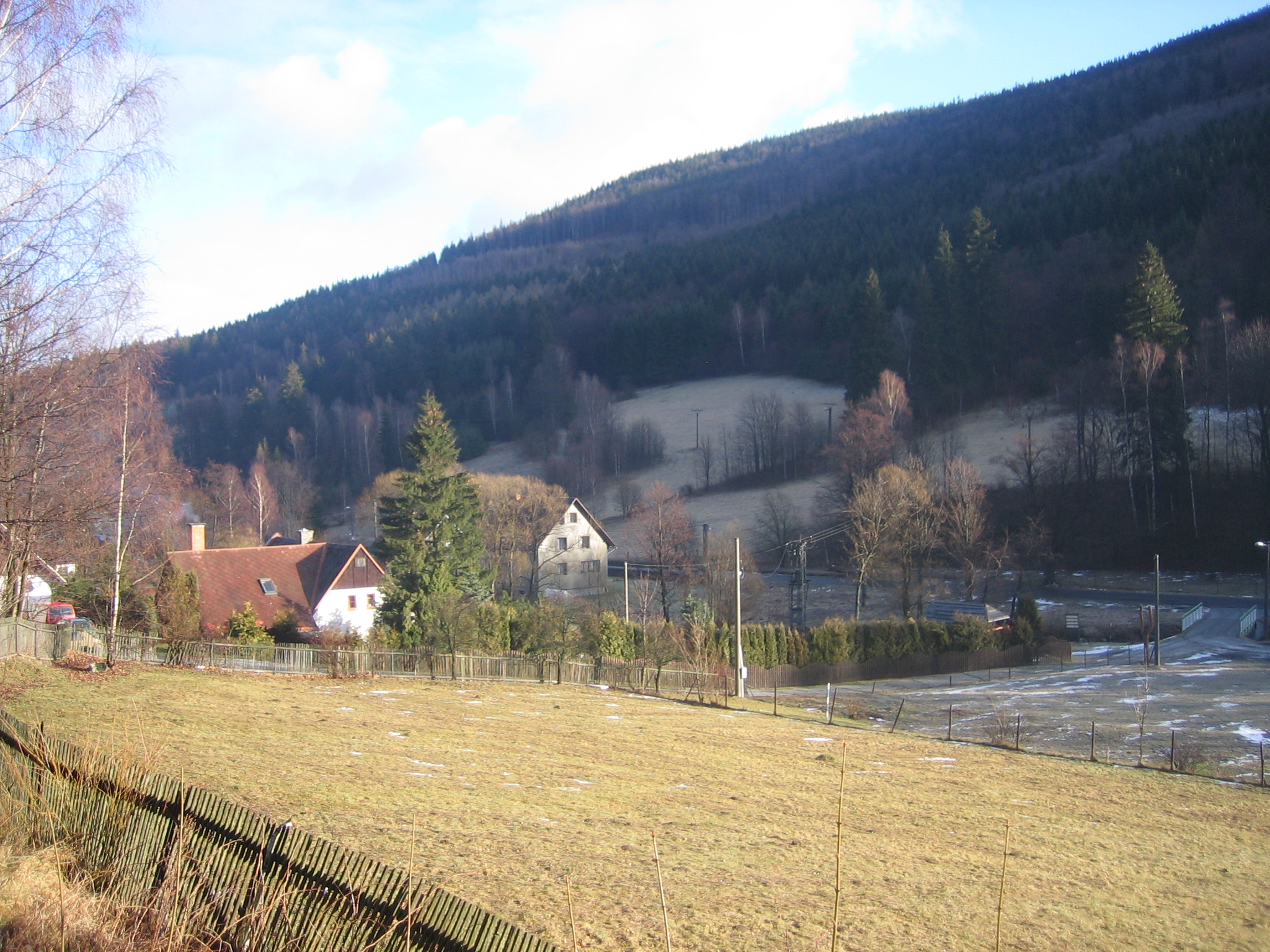
Ortsansicht

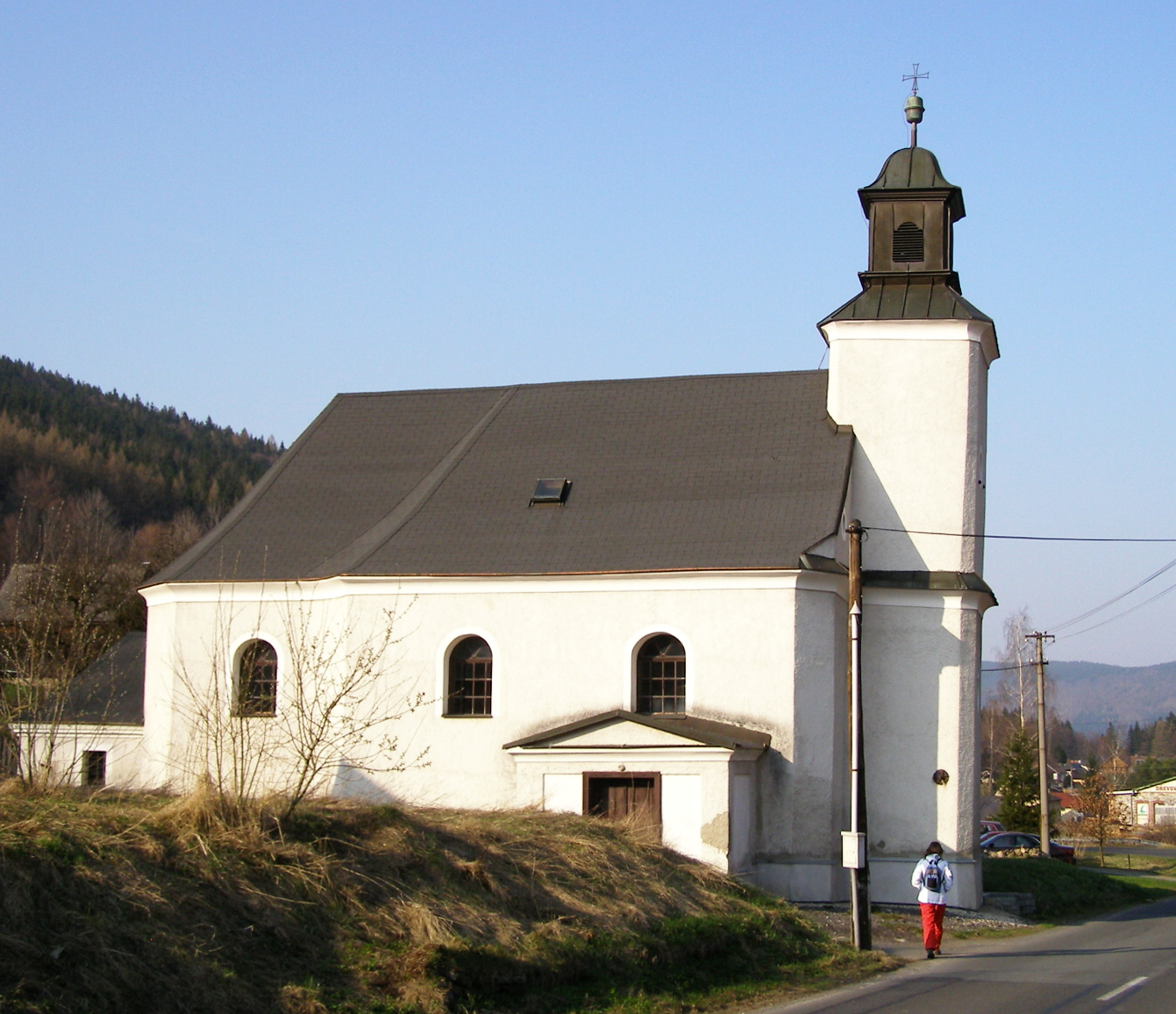
Kirche Mariä Heimsuchung

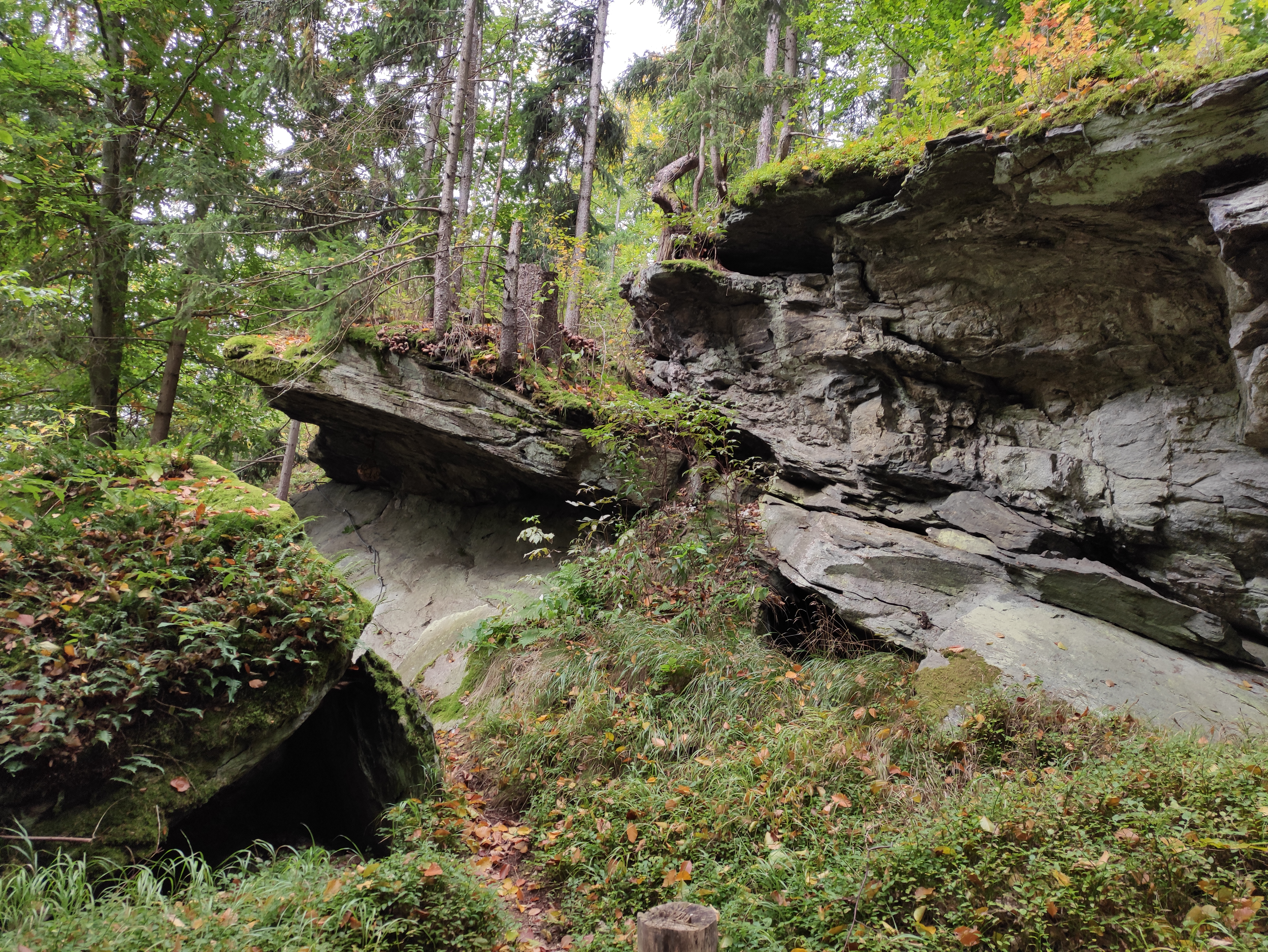
Ludwigsthaler Felsenstadt

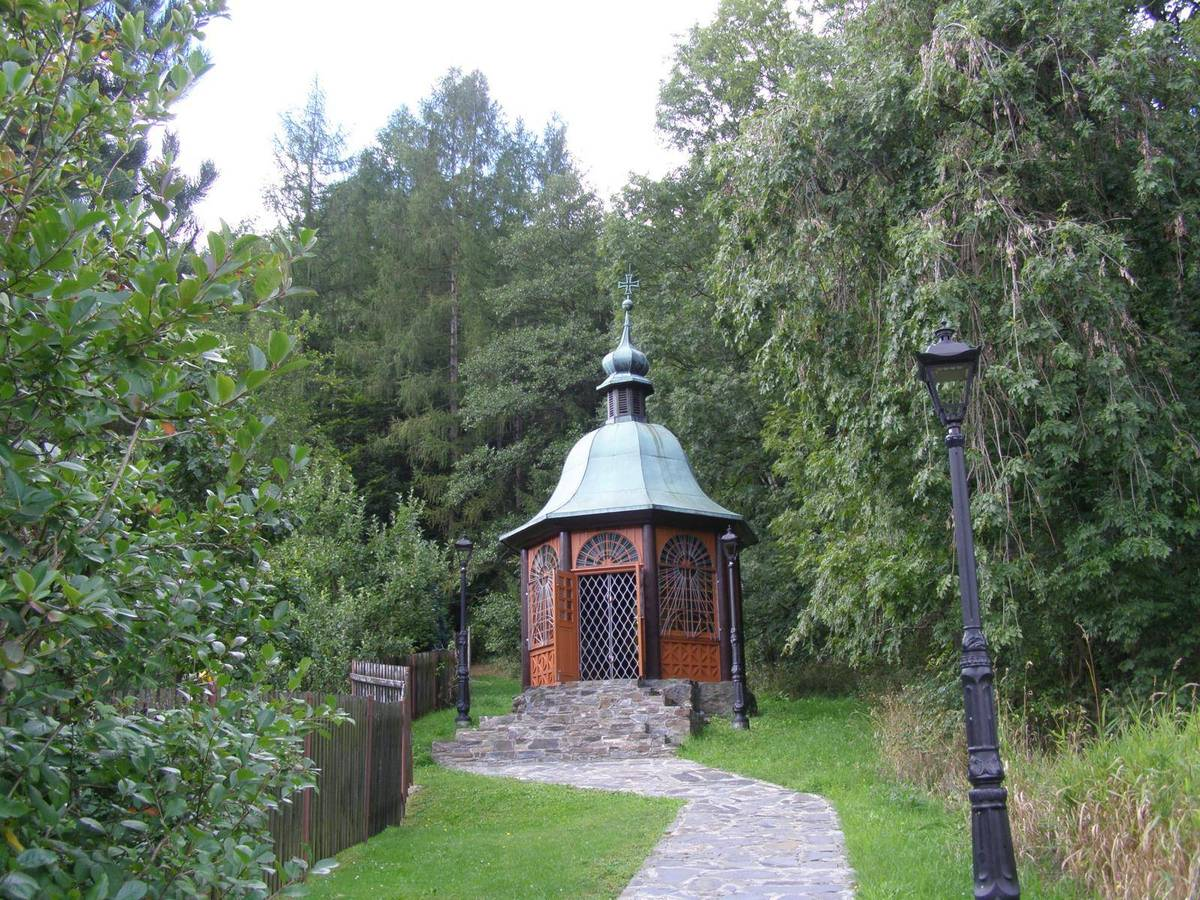
Gedenkkapelle

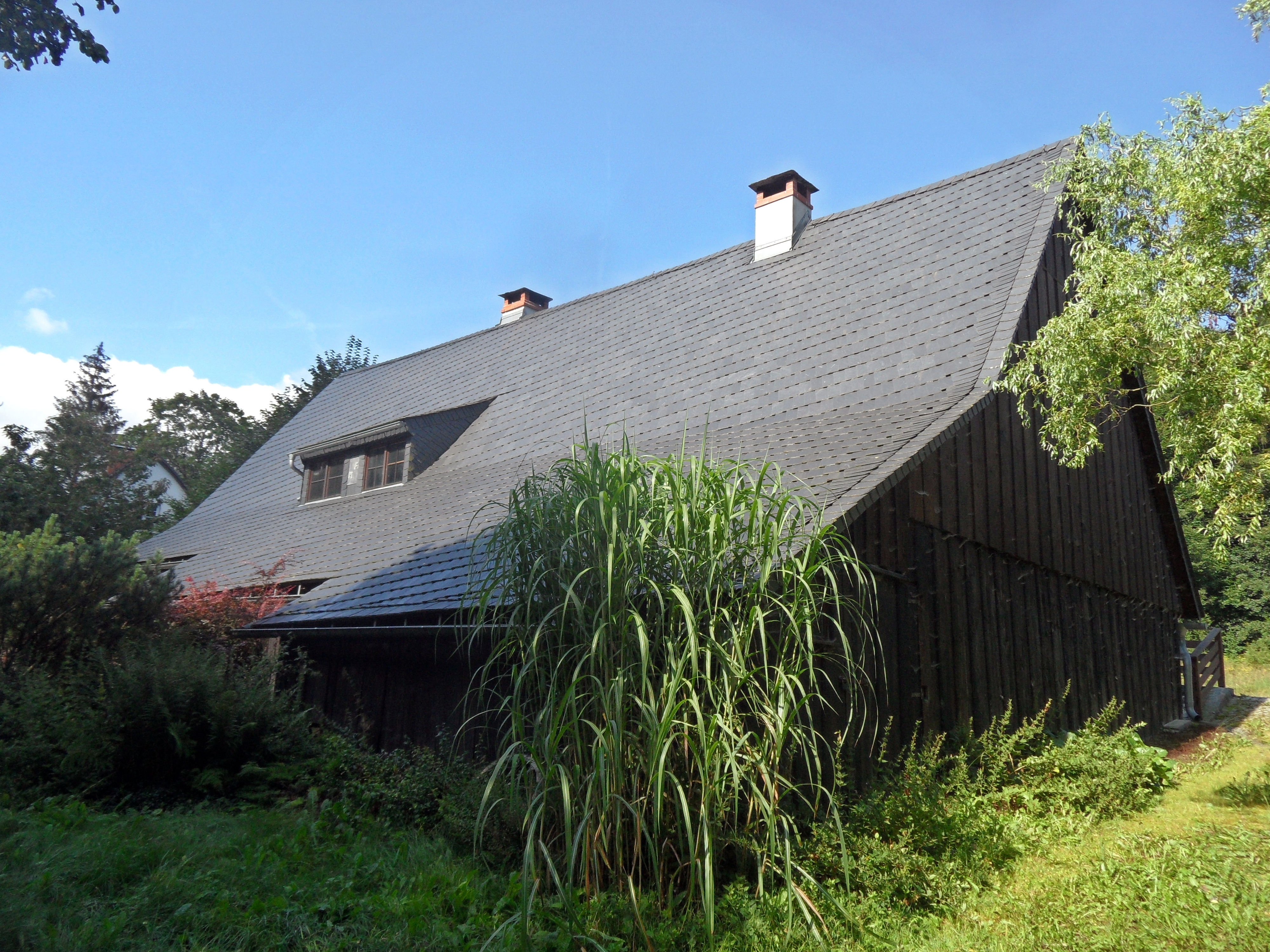
Chaluppe Nr. 30, errichtet um 1791

Ludvíkov (deutsch Ludwigsthal) ist eine Gemeinde in Tschechien. Sie liegt sechs Kilometer südwestlich von Vrbno pod Pradědem (Würbenthal) und gehört zum Okres Bruntál.

## Geographie
Der als Reihendorf angelegte Ort erstreckt sich inmitten ausgedehnter Bergwälder im Kerbtal der Bílá Opava (Weiße Oppa) im Altvatergebirge (Hrubý Jeseník). Nördlich erhebt sich die Zámecká hora (Schloßberg, 854 m n.m.) mit den Resten der Burg Fürstenwalde, im Osten der Pod Vysokou (906 m n.m.), südöstlich die Vysoká hora (Hoher Berg, 1031 m n.m.) und die Hláska (Ölberg, 926 m n.m.), im Süden der Ovčí vrch (Schafberg, 966 m n.m.), südwestlich der Na vyhlídce (847 m n.m.), der Rolandův kámen (Rolandstein, 937 m n.m.) und die Lyra (Leierberg, 1092 m n.m.), im Westen der Žárový vrch (Brandberg, 1101 m n.m.) und der Bittnerberg (1043 m n.m.) sowie nordwestlich die Pytlácké kameny (Macholdplatte, 1027 m n.m.). Durch den Ort führt die Staatsstraße II/445 zwischen Vrbno pod Pradědem und Rýmařov (Römerstadt). Das Dorf liegt im Landschaftsschutzgebiet Jeseníky.
Nachbarorte sind Bílý Potok (Weißenseifen) und Železná (Buchbergsthal) im Norden, Vrbno pod Pradědem im Nordosten, Zadní Ves (Hinterdorf), Karlovice (Karlsthal) und Nové Karlovice (Neu-Karlsthal) im Osten, Pustá Rudná (Lauterseifen) und Andělská Hora (Engelsberg) im Südosten, Kyselka (Sauerbrunn), Suchá Rudná (Dürrseifen) und Podlesí (Wiedergrün) im Süden, Karlova Studánka (Karlsbrunn) und Hubertov (Hubertskirch) im Südwesten, Vidly (Gabel) im Westen sowie Bělá (Waldenburg) im Nordwesten.

## Geschichte
Das Tal der Weißen Oppa oberhalb von Würbenthal wurde erst spät besiedelt. An strategisch günstiger Stelle über dem Zusammenfluss der Weißen Oppa und der Mitteloppa ließen die Troppauer Herzöge zu Beginn des 14. Jahrhunderts die Burg Fürstenwalde errichten, die wahrscheinlich in der zweiten Hälfte des 15. Jahrhunderts während des Böhmisch-ungarischen Krieges zerstört wurde. Die Gegend wurde später Teil des Herzogtums Freudenthal. Wegen der Beteiligung des Johann von Würben und Freudenthal am Böhmischen Ständeaufstand von 1618 wurde die Herrschaft nach der Schlacht am Weißen Berg konfisziert und 1621 an den Deutschen Orden verkauft.
Der Deutschritterorden ließ 1672 in dem Tal eine Eisenhütte anlegen. Ab 1687 entstand bei der Hütte eine Siedlung für die Beschäftigten. Diese wurde zwischen 1718 und 1720 zu einer Dorfgemeinde organisiert, die nach dem damaligen Hochmeister Franz Ludwig von Pfalz-Neuburg als Ludwigsthal benannt wurde. 1723 wurde eine Kirche erwähnt, die jedoch keinen langen Bestand hatte. Die ersten Kirchenbücher wurden 1728 in Würbenthal geführt. Im Jahre 1775 entstand eine hölzerne Kapelle mit einem Bild der Mariä Heimsuchung. An der Stelle dieser Kapelle wurde 1792–1793 eine neue Kirche errichtet. Anton Viktor von Österreich, der 1804 das Amt des Hochmeisters antrat, ließ an der Straße von Hinnewieder nach Ludwigsthal den Antonihammer anlegen und den Ludwigsthaler Hochofen mit einem Zylindergebläse versehen. In Ludwigsthal gründete er die mit einem Streck-, Walz- und Drehwerk, einer englischen Blechschneidemaschine, einem Stabeisenschneidewerk, einer Stockschere und einem Glühofen ausgestattete Viktorhütte. Am Weg von Ludwigsthal nach Hubertskirch arbeiteten an der Weißen Oppa vier Eisenhämmer: der Maximilianshammer, der Philippihammer, der Antonihammer und der Hubertihammer.
Im Jahre 1835 bestand das in einem schmalen Tal gelegene und im Nordosten mit Buchbergsthal zusammenhängende Dorf Ludwigsthal aus 90 verstreuten Häusern mit 628 deutschsprachigen und katholischen Einwohnern (143 Familien), die überwiegend bei den Hüttenwerken beschäftigt waren. Die Landwirtschaft war wegen der rauen Lage und der unfruchtbaren Böden wenig ertragreich. Ludwigsthal war Sitz eines herrschaftlichen Hammeramtes mit einem Hammerverwalter, einem Schichtmeister, einem Hammeramts-Kontrolleur, einem Hammeramtsschreiber, einem Schmelzmeister, einem Hammerschaffer, einem Bergmeister und einigen Berggeschworenen. Diesem Amt unterstanden zudem die ca. 90–100 Bergknappen, die Hüttenwerke in Hubertskirch, die Köhlerhütten sowie die vier Eisenhämmer an der Weißen Oppa, bei den jeweils ein Hammermeister und 3–4 Hammerschmiede beschäftigt waren. Im Ort gab es die Viktorhütte mit Blechwalzwerk, eine Schmelzhütte mit Zylindergebläse und zwei Eisenhämmern (Maximilians- und Philippihammer), eine Drahthütte, zwei Zainhämmer, eine Mahlmühle, mehrere Beamtenwohnhäuser, eine Kirche und eine Trivialschule; deren Gebäude durchweg von steinerner Bauweise waren. Pfarrort war Würbenthal. Die Nutzfläche umfasste 132 Joch Ackerland, 21 Joch Wiesenland und ein Joch Hutweiden. Bis zur Mitte des 19. Jahrhunderts blieb Ludwigsthal der Minderherrschaft Freudenthal untertänig.
Nach der Aufhebung der Patrimonialherrschaften bildete Ludwigsthal ab 1849 eine Gemeinde im Gerichtsbezirk Würbenthal. Der tschechische Ortsname Ludvíkov ist seit 1850 nachweislich. Ab 1869 gehörte Ludwigsthal zum Bezirk Freudenthal. Zu dieser Zeit hatte das Dorf 750 Einwohner und bestand aus 93 Häusern. In der zweiten Hälfte des 19. Jahrhunderts pachtete der Würbenthaler Fabrikant Adolf Grohmann die Hoch- und Deutschmeisterschen Hüttenwerke zu Ludwigsthal. Im Jahre 1900 lebten in Ludwigsthal 860 Personen, 1910 waren es 882. Nach dem Zusammenbruch der k.k. Monarchie wurde die Gemeinde 1918 Teil der neu gebildeten Tschechoslowakei. Beim Zensus von 1921 lebten in den 124 Häusern der Gemeinde Ludwigsthal / Ludvíkov 803 Personen, darunter 787 Deutsche. Im Jahre 1930 bestand die Gemeinde Ludwigsthal aus 128 Häusern und hatte 955 Einwohner; 1939 waren es 862.
Nach dem Münchner Abkommen wurde die Gemeinde 1938 dem Deutschen Reich zugesprochen und gehörte bis 1945 zum Landkreis Freudenthal. Nach dem Ende des Zweiten Weltkrieges wurde Ludvíkov 1945 wieder Teil der Tschechoslowakei. Die deutschsprachige Bevölkerung wurde bis 1946 größtenteils vertrieben und der Ort vor allem mit Slowaken neu besiedelt. Im Jahre 1950 lebten in den 146 Häusern von Ludvíkov nur noch 448 Personen. 1960 erfolgte die Eingemeindung nach Vrbno pod Pradědem. Im Jahre 1970 hatte Ludvíkov 402 Einwohner. Zum 24. November 1990 löste sich Ludvíkov wieder von Vrbno pod Pradědem los und bildete eine eigene Gemeinde. Im Jahre 1991 hatte Ludvíkov 299 Einwohner und bestand aus 85 Häusern. Beim Zensus von 2011 lebten in den 126 Häusern der Gemeinde 316 Personen.

## Gemeindegliederung
Für die Gemeinde Ludvíkov sind keine Ortsteile ausgewiesen. Das Gemeindegebiet bildet den Katastralbezirk Ludvíkov pod Pradědem. Die Gemarkung besteht überwiegend aus Wald.

## Sehenswürdigkeiten
- Kirche Mariä Heimsuchung, erbaut 1792–1793
- Friedhof mit Totenhaus, am Hang über der Kirche. Das gusseiserne Friedhofskreuz wurde 1862 vom Schmelzer- und Gießermeister Salomon Springer und seinem Sohn Franz geschaffen. Außerdem sind gusseiserne Grabsteine und Kreuze erhalten.
- Hölzerne Gedenkkapelle für die Gefallenen des Ersten Weltkrieges, errichtet 1923 nach Plänen des Malers Erich Hürden
- Villa Gaidosch, errichtet 1889
- Chaluppe Nr. 30, errichtet um 1791
- Felsenstadt (Ludvíkovské skalní město), am Hang über dem Friedhof
- Burgruine Fürstenwalde auf der Zámecká hora, errichtet zu Beginn des 14. Jahrhunderts. Auf dem Areal der Ruine wurde 2012 ein hölzerner Aussichtsaltan ohne Fundamente errichtet, der inzwischen wegen Baufälligkeit gesperrt wurde.

## Schutzgebiete
- Naturschutzgebiet Jelení bučina am Westhang des Žárový vrch. Der Bergahorn-Fichten-Buchenwald wurde 1990 unter Schutz gestellt und hat eine Ausdehnung von 45,8 ha.